# Emisně nulový dům
Emisně nulový dům (anglicky zero-emission buildings či zero-carbon building – zkráceně ZCB) je dům, který neemituje skleníkové plyny přímo ani nepřímo. Může jít o energeticky nulový dům (ZEB) či o běžný dům, kde se využívá jen bezemisní zelenou elektřinu či jinou bezemisní kombinaci. Definice se ale liší. Podle revize směrnice EU se ale jedná pouze o požadavek na nový dům (od roku 2028), který nevypouští emise oxidu uhličitého v místě.